# Фестиваль камерной музыки в Ставангере
Фестиваль камерной музыки в Ставангере (норв. Kammermusikkfestivalen i Stavanger, англ. International Chamber Music Festival) — международный фестиваль академической камерной музыки, проходящий с 1991 г. в Ставангере (Норвегия).
Основателями фестиваля выступили виолончелист Трульс Мёрк и гобоист Грегор Зубицки. Мёрк оставался художественным руководителем фестиваля до 2003 г., а с 2004 г. руководство фестивалем осуществляют коллегиально участники Трио имени Грига. Концерты фестиваля проходят в Ставангерском кафедральном соборе, городском концертном зале и средневековом аббатстве Утстейн (англ. Utstein Abbey). Фестиваль проходит летом и длится обычно около 10 дней; в рамках фестиваля проводится Международная летняя академия для одарённых юных музыкантов.
Программа фестиваля традиционно строится на контрастах между старинной и современной музыкой. Каждый год одним из главных героев фестиваля оказывается приглашённый современный композитор, чья музыка широко исполняется участниками; главными гостями фестиваля побывали, в частности, Витольд Лютославский, Кшиштоф Пендерецкий, Магнус Линдберг, Анри Дютийё, Джордж Крам, Эдисон Денисов. Среди известных исполнителей, в разные годы участвовавших в фестивале, — Марта Аргерих, Сергей Стадлер, Квартет имени Изаи, Норвежский камерный оркестр во главе с Терье Тённесеном.